# Moda Center
Moda Center, cunoscut anterior sub numele de Rose Garden, este principala arena de sport din Portland, Oregon, Statele Unite. Este folosit pentru baschet, hochei pe gheață, rodeo, circ, convenții, spectacole pe gheață, concerte și producții dramatice. Arena are o capacitate de 19.393 de spectatori atunci când este configurată pentru baschet. Este echipată cu acustică de ultimă generație și alte facilități.
Arena este deținută de Vulcan Inc., un holding deținut de Paul Allen, și este în prezent administrată de Anschutz Entertainment Group și AEG Live. Chiriașul principal este Portland Trail Blazers, deținut de Allen.
Construcția a început în 1993, iar arena a fost deschisă pe 12 octombrie 1995. Construcția arenei a costat 262 milioane de dolari; construcția a fost finanțată cu fonduri obținute dintr-o varietate de surse, inclusiv din partea orașului Portland, din averea personală a lui Allen și 155 de milioane de dolari în obligațiuni emise de un consorțiu de fonduri mutuale și companii de asigurări. Aceste obligațiuni au deveni subiectul unui faliment în 2004, în care Oregon Arena Corporation, holdingul care deținea arena la acea vreme, ar fi pierdut dreptul de proprietate asupra arenei în locul rambursării obligațiunilor conform condițiilor de plată. Allen a răscumperat ulterior arena de la creditori în 2007.